# Área urbana da Grande Londres

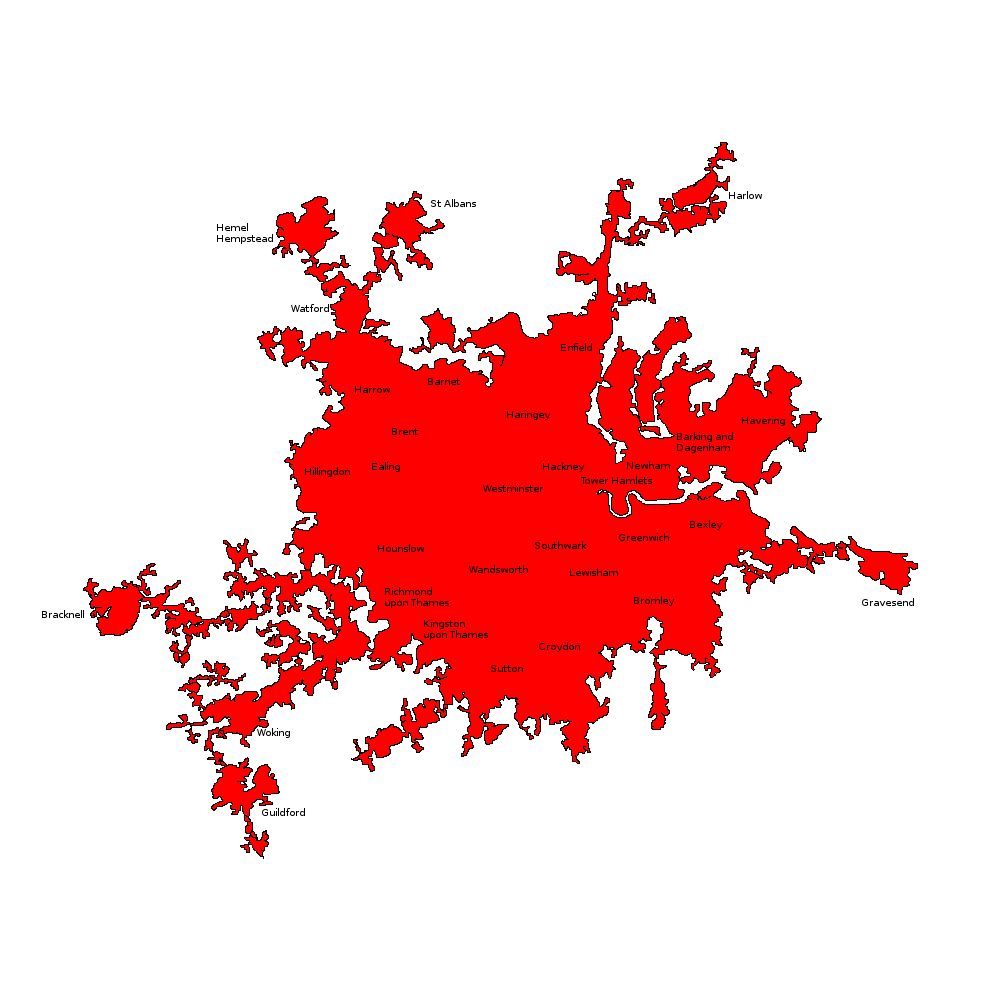
Mapa de toda a mancha urbana da Grande Londres.

A Área Urbana da Grande Londres (Greater London Urban Area em inglês) é a conurbação ou área urbana contínua, ao redor de Londres, no sudeste da Inglaterra, com uma população estimada em 8.505.000 habitantes No censo de 2001, a área urbana media 1.623,3 km².
A Área Urbana da Grande Londres inclui a maior parte, mas não toda a Grande Londres (por exemplo,  exclui Biggin Hill, que é circundado por regiões rurais), enquanto inclui muitas áreas circundantes tais como Hemel Hempstead, Woking e Dartford que geralmente não são consideradas partes de Londres e ficam fora dos limites da capital. Constituise inteiramente de área urbana, de modo que não é tão vasta quanto a região metropolitana. A Área Urbana não inclui lugares tais como Slough, Luton e Potters Bar, que possuem espaços rurais entre as cidades e a área urbana principal de Londres. A região metropolitana possui uma população de 12-14 milhões de habitantes, dependendo de quais limites são utilizados. O cálculo usado por agências governamentais como a região na qual as pessoas transitam para trabalhar em Londres também é ligeiramente diferente e recebe o nome de Travel to Work Area.
O crescimento da extensão física da área urbana têm sido grandemente restringido desde o desenvolvimento do Green Belt metropolitano em 1938, o qual limitou o desenvolvimento num círculo de regiões rurais ao redor de Londres. Como a economia londrina tem crescido e os preços de casas aumentaram, isto levou à expansão do London commuter belt— a área urbana de Londres mais um anel de cidades que estão fisicamente separadas da área urbana, mas que ainda funcionam operacionalmente como subúrbios, com grande parte de suas populações dependendo de empregos na Área Urbana.
A maior parte do crescimento da Área Urbana da Grande Londres é a resultante do desenvolvimento de brownfields e do incremento da densidade populacional.

## Partes constituintes
Ao tempo do Censo de 2001, o Office for National Statistics definiu a Área Urbana da Grande Londres como sendo constituída das seguintes localidades:

### Dentro da Grande Londres
| - Barking e Dagenham - Barnet - Bexley - Brent - Bromley - Camden - Croydon - Ealing - Enfield - Greenwich - Hackney | - Hammersmith e Fulham - Haringey - Harrow - Havering - Hillingdon - Hounslow - Islington - Kensington e Chelsea - Kingston upon Thames - Lambeth - Lewisham | - Cidade de Londres - Merton - Newham - Redbridge - Richmond upon Thames - Southwark - Sutton - Tower Hamlets - Waltham Forest - Wandsworth - Cidade de Westminster |

Nota: estas localidades não são idênticas aos subúrbios londrinos do mesmo nome. Embora frequentemente possuam limites similares, eles incluem somente as áreas que se acomodem dentro da definição da Área Urbana.

### Fora da Grande Londres
| - Addlestone - Ashtead - Banstead/Tadworth - Bushey - Caterham e Warlingham - Chertsey - Cheshunt - Chigwell - Chorleywood - Dartford - Egham - Epsom e Ewell | - Esher/Molesey - Hemel Hempstead - Hoddesdon - Kings Langley - Leatherhead - Loughton - Ottershaw - Rickmansworth - Shepperton - South Oxhey - Staines | - Sunbury - Sunningdale/Ascot - Virginia Water - Waltham Abbey - Walton e Weybridge - Watford - West End - Windlesham - Woking/Byfleet |